# Alfred Journez
Alfred Eugène Florent Henri Léon Journez (Brussel, 30 mei 1864 - Barvaux-sur-Ourthe, 12 september 1928) was een Belgisch volksvertegenwoordiger.

## Levensloop
Journez promoveerde tot doctor in de rechten (1884).
Hij werd gemeenteraadslid in Barvaux, van 1900 tot 1905 en opnieuw in 1912. Hij was ook provincieraadslid (1894-1898).
Journez was liberaal volksvertegenwoordiger voor het arrondissement Luik, van 1898 tot 1900 en van 1914 tot 1919.